# Бостонський метрополітен
Бостонський метрополітен (англ. MBTA Subway) — система ліній метрополітену та ЛРТ що обслуговують Великий Бостон, Массачусетс, США. Як і інші види громадського транспорту міста, знаходиться під керівництвом компанії Транспортне управління затоки Массачусетс або MBTA. Відкритий у 1897 році тунель став першим тунелем метро у Сполучених Штатах.

## Лінії метрополітену
В місті працюють три лінії метро. 
| Лінія       | Рік відкриття | Останнє продовження | Кількість станцій | Кінцеві станції                           | Довжина, км | Кількість підземних станцій |
| ----------- | ------------- | ------------------- | ----------------- | ----------------------------------------- | ----------- | --------------------------- |
| Помаранчева | 1901          | 2014                | 20                | «Оак-Гров»—«Форест-Гіллс»                 | 18          | 7                           |
| Синя        | 1904          | 1954                | 12                | «Вондерленд»—«Бовдуїн»                    | 9,7         | 5                           |
| Червона     | 1912          | 1985                | 22                | «Алівайф»—«Ашмонт» / «Алівайф»—«Брейнтрі» | 36,2        | 12                          |

## Лінії ЛРТ
Доповнюють систему ліній метро Бостона, дві лінії легкорейкового транспорту Зелена та лінія «Ашмонт — Маттапан». 
Зелена лінія має підземну ділянку в центрі де організовані зручні пересадки на лінії метро. Після проходження спільної пдземної ділянки, Зелена лінія виходить на поверхню та розгалужується на чотири маршрути. На поверхні маршрути нагадують звичайні трамвайні лінії прокладені у розділювальній смузі великих вулиць, зі звичайними зупинками замість станцій.
Лінія «Ашмонт — Маттапан» є своєрідним продовженням Червоної лінії метро. Через конструктивні обмеження лінію обслуговують історичні трамваї.

## Назви ліній
Спочатку всі лінії мали тільки географічні назви, або за районами по яких проходили або за кінцевими станціями. Номера до назв кожної лінії додали у 1936 році, але ідентифікація за номерами не прижилася серед пасажирів, які і надалі використовували звичні географічні назви. У середині 1960-х МВТА провела ребрендинг своїх ліній давши кожній лінії свій колір. Три лінії метро стали Синьою, Помаранчевою та Червоною, трамвайна мережа стала Зеленою лінією. Щоб відрізняти тодішні п'ять маршрутів зеленої лінії до кожного з них додали літеру від А до Е. Але в 1969 році маршрут А зеленої лінії був ліквідований, після чого залишилися лише маршрути B, C, D та E.

## Рухомий склад
Бостонський метрополітен відрізняється тим що на всіх лініях використовується рухомий склад різних типів. Хоча на всіх лініях використовується стандартна ширина колії, через конструктивні обмеження використовувати потяги однієї лінії на інші повністю неможливо. На Синій лінії курсує рухомий склад що використовує різний тип живлення, у тунелі третю рейку а на наземні ділянці контактну мережу. Через те що вона перебудована з трамвайної її потяги вужчі та коротші, рухомий склад з інших ліній не вписався в габарити тунелю. Потяги Помаранчевої лінії конструктивно схожі але ширші, при використанні рухомого складу Синьої лінії на станціях була б небезпечно широка відстань між вагоном і платформою. 
На лініях ЛРТ також неможливе використання рухомого складу один одного. На Зеленій лінії використовуються важкі зчленовані моделі трамваїв, тоді як на лінії «Ашмонт — Маттапан» курсують лише легкі одиничні трамваї.
Весь рухомий склад має той же колір що і лінія на якій він використовується.

## Вартість проїзду
Квиток на одну поїзку у 2018 році коштує 2,75 долара, при придбанні багаторазової транспортної картки одна поїздка коштує 2,25. Безлімітний квиток на один місяць коштує 84,5 долара.

## Галерея

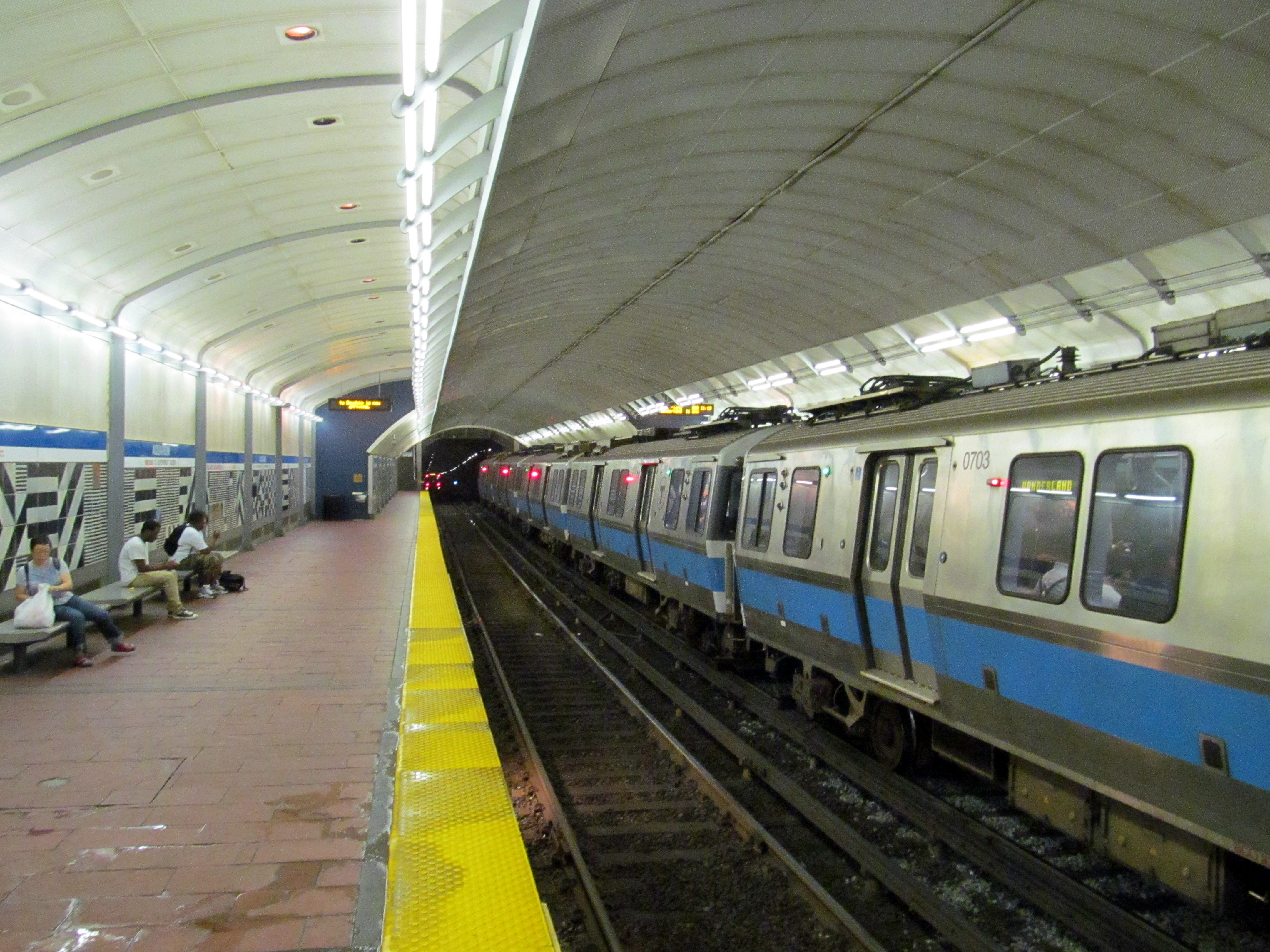
Потяг на станції «Акваріум», Синя лінія
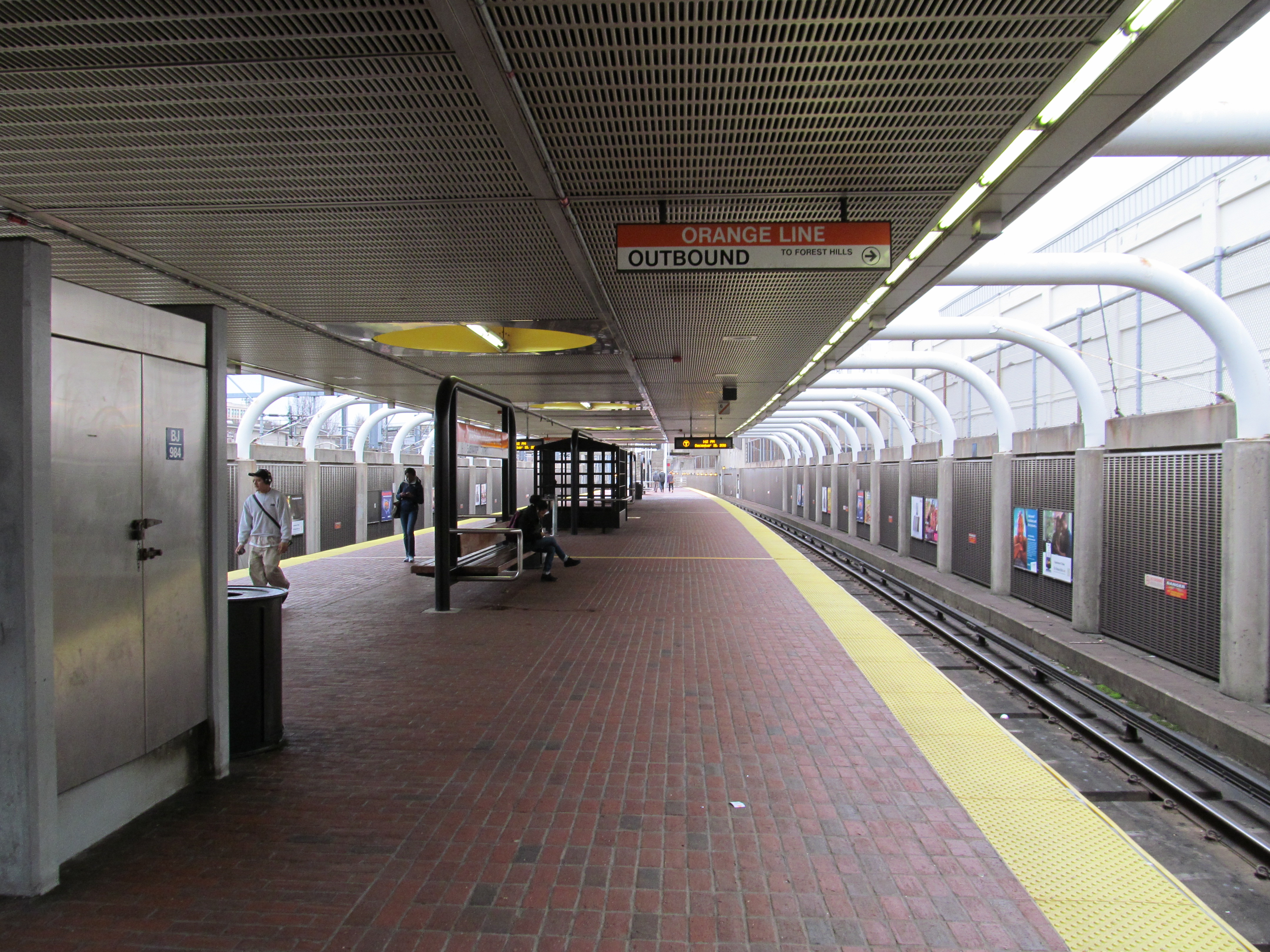
Платформа наземної станції «Авеню Массачусетс», Помаранчева лінія
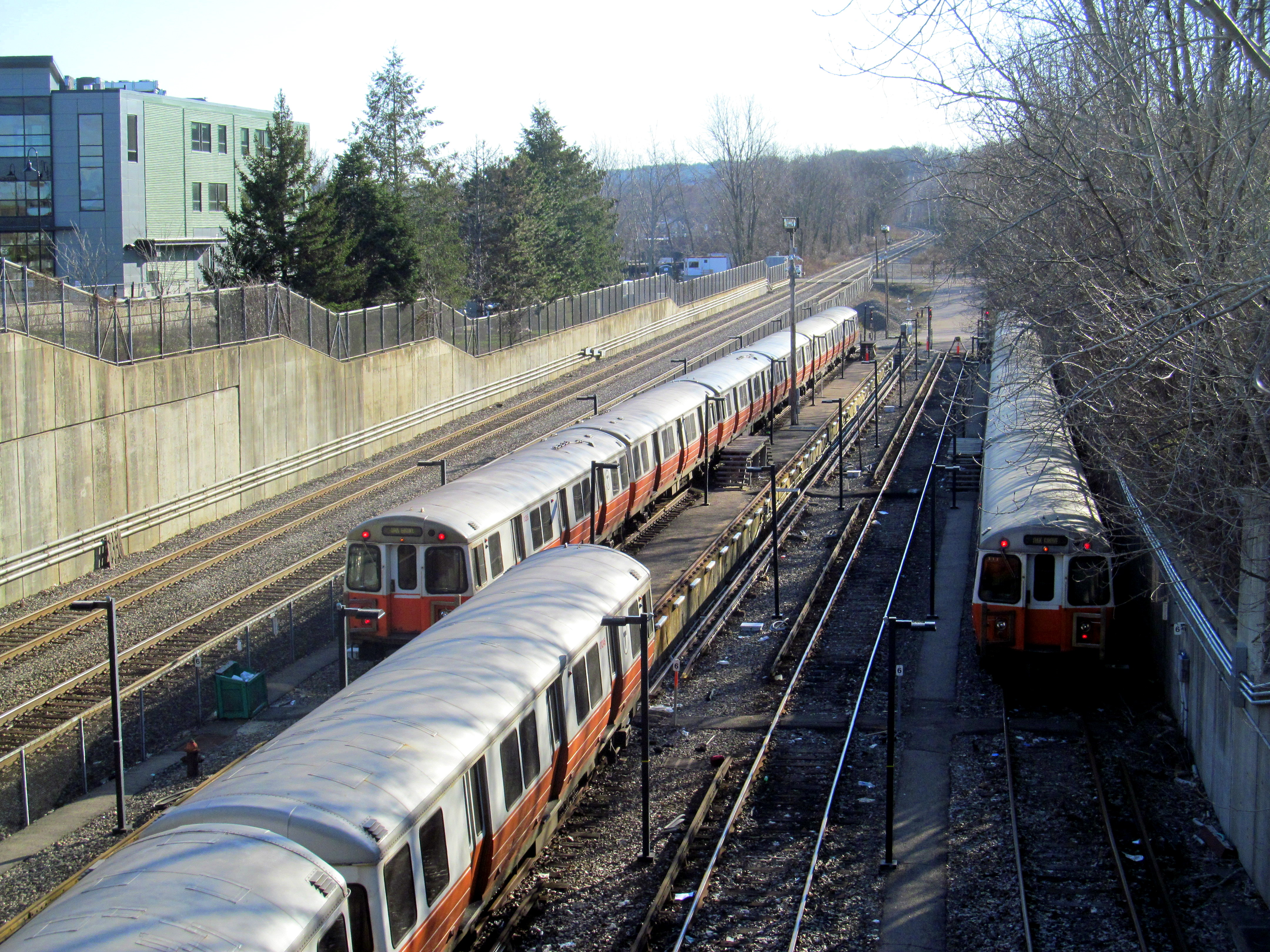
Потяги Помаранчевої лінії у депо
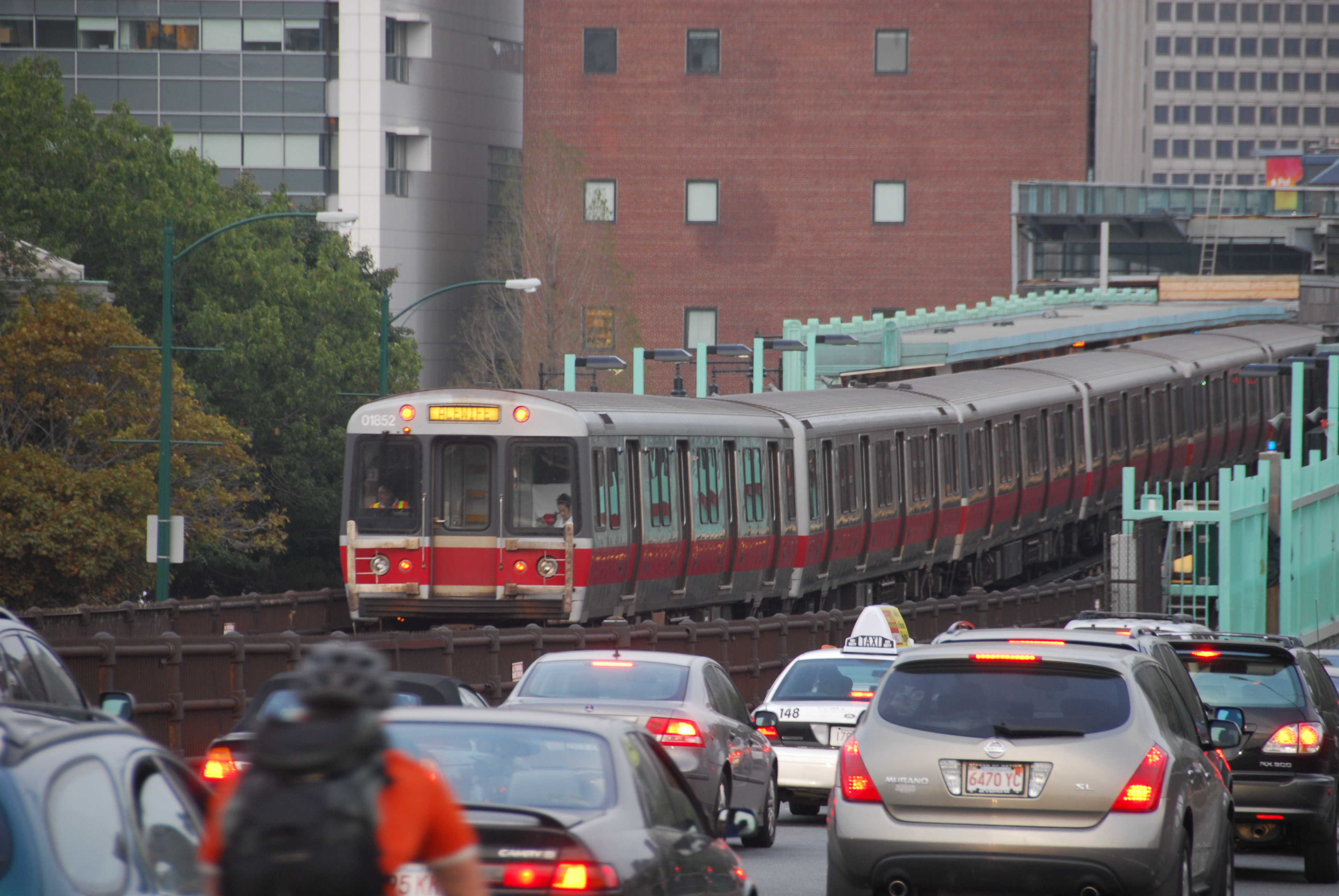
Потяг Червоної лінії поблизу станції «Чарльз»